# Die Ehre dess Hertzogthums Crain

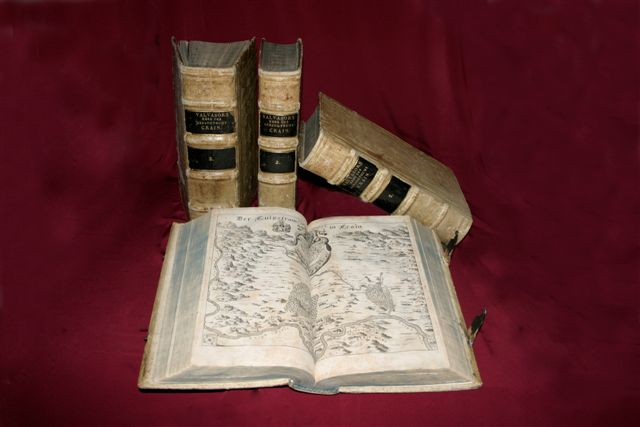
Ein paar Bände von „Die Ehre dess Hertzogthums Crain“, aus dem Jahre 1689

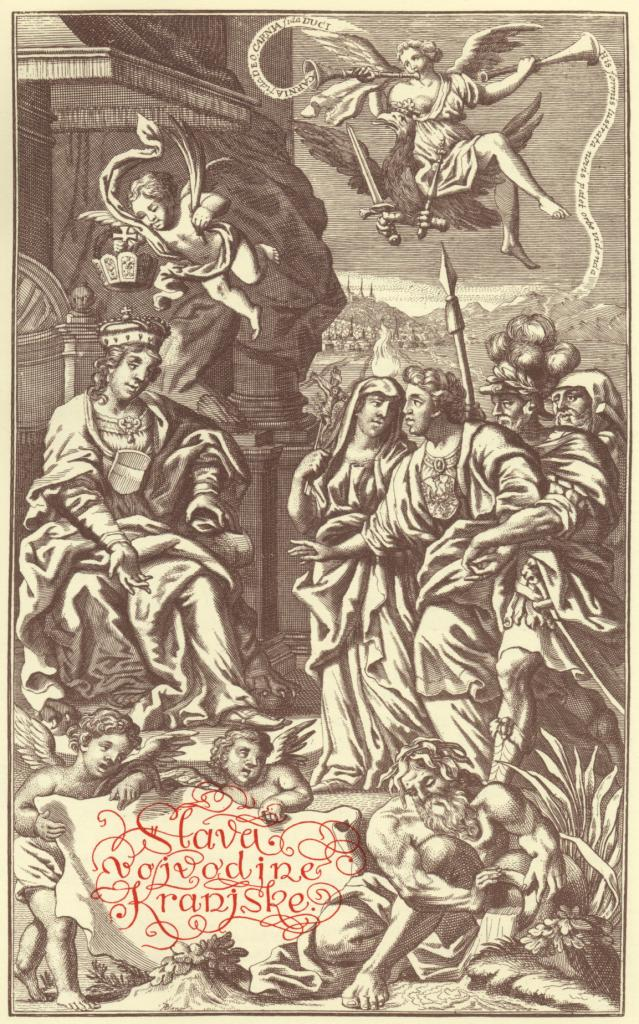
Eine Seite des Werkes mit der Allegorie der Krain (rechts)

Die Ehre dess Hertzogthums Crain (Slowenisch: Slava vojvodine Kranjske) ist ein von Freiherr Johann Weichard von Valvasor im Jahr 1689 veröffentlichtes Werk. Auf zeitgenössischen Kupferstichen werden die Städte, Märkte, Klöster, Burgen und Schlösser im damaligen Herzogtum Krain, dem heutigen zentralen Landesteil von Slowenien, dargestellt.

## Über das Werk
Das Werk wurde in deutscher Sprache geschrieben und in Nürnberg herausgegeben. Es besteht aus 15 Bänden, die in vier Abschnitte aufgeteilt sind, und umfasst insgesamt 3552 großformatige Blätter mit 24 Anhängen und 528 Kupferstiche. Valvasor präsentiert seine Heimat, indem er ihre Geschichte, Geographie, Topographie, Medizin, Völkerkunde, Biologie, Geologie, Theologie und andere Disziplinen dokumentiert.
Obwohl diverse Geschichten in der Vergangenheit aufgezeichnet wurden, ist Valvasors Werk bahnbrechend durch die akribische und wissenschaftlich fundierte Recherche und Dokumentation.
Der Inhalt ist breit gefächert. Er umfasst geschichtliche Ereignisse, theologische Diskurse, philosophische Diskussionen, Beschreibungen der Sitten und Gebräuche des Volkes sowie des Adels, Beschreibungen von Städten und Schlössern, aber auch Anekdoten, Sagen, Legenden, Gedichte usw. Insofern ist das Werk keine Enzyklopädie mit alphabetischer Gliederung, sondern weist Ähnlichkeiten mit einem Reisebericht auf. Das Werk ist meistens aus der Sicht des Autors geschrieben. Valvasor selbst schrieb, er habe kein Lexikon herausgeben wollen, da dies für den Leser zu eintönig sein könnte, und fügte in bestimmten Teilen diverse Geschichten aus der Gegenwart und Vergangenheit bei. Aus seinem Werk stammen wesentliche Informationen über die Geschichte des Adelsgeschlechtes Von Graben und deren Vertreter sowie die Herrscher der Grafschaft Görz. Als Kuriosum gilt seine Erzählung über Jure Grando, der als einer der ersten schriftlich dokumentierten Vampire gilt.
Der Text ist in zwei Spalten aufgeteilt und mit aufwändigen Initialen verziert. Vierzehn verschiedene Schriftarten wurden verwendet. Der Text weist lange Schachtelsätze mit verschiedenen Absätzen auf; er enthält Gegensätze, Umstandswörter, Adjektive, Metaphern, Ausdrücke, Phrasen, lateinische Zitate und moralische Erzählungen. Mehr als 200 Bilder aus der „Topographia Ducatus Carniolae modernae“ verwendete Valvasor zur Illustration. Da die Druckplatten für das Buchformat der „Ehre“ zu breit waren, mussten sie insgesamt um 40 bis 50 mm beschnitten werden. Dadurch wurde die Bildkomposition beeinträchtigt und manche aufschlussreichen Details gingen verloren.
Valvasors Werk war bereits zu seiner Erscheinung von großer Bedeutung, da die meisten zeitgenössischen Bücher, die aus der Krain stammten, kirchliche Werke waren. Die Herstellung von größeren Werken war mit einem hohen Kostenaufwand verbunden. Valvasor musste fast sein gesamtes privates Vermögen für die Ausgabe seines Werkes aufwenden.
Eine Übersetzung aus der deutschen in die slowenische Sprache existierte lange Zeit nicht, da diese sich als sehr kompliziert und zu umfangreich erwies. Erst 2009 kam die erste slowenische Übersetzung unter der Leitung des Zavod Dežela Kranjska (Carniola-Institut) heraus. Die führenden Personen der Übersetzung waren Božidar Debenjak (* 1935), die gebürtige Gottscheerin Doris Debenjak geb. Krisch (1936–2013) und deren Sohn Primož Debenjak.